# Palaeonisciformes
De Palaeonisciformes zijn een uitgestorven, langlevende groep straalvinnige oerbeenvissen uit de klasse Actinopterygii. De Palaeonisciformes sensu lato verschenen voor het eerst in het fossielenbestand in het Laat-Siluur en voor het laatst in het Laat-Krijt. De naam is afgeleid van de Oudgriekse woorden παλαιός (palaiós, oud) en ὀνίσκος (oniskos, 'kabeljauwvis' of pissebed), waarschijnlijk met betrekking tot de structuur van de schubben van de vissen, vergelijkbaar met de uitwendige pantsering van pissebedden.
In een vroege interpretatie van de groep worden de Palaeonisciformes onderverdeeld in twee onderorden: Palaeoniscoidei (omvat Palaeoniscum en fossiele taxa die er in grote lijnen hetzelfde uitzien) en Platysomoidei (omvat Platysomus en andere vroege actinopterygiërs met een hoog lichaam). Deze groepen worden tegenwoordig als parafyletisch beschouwd. In cladistische zin zouden Palaeonisciformes sensu stricto alleen moeten verwijzen naar Palaeoniscum uit het Perm, het taxon dat de naam geeft, en alle andere taxa die op dezelfde lijn als Palaeoniscum vallen.
Daarnaast wordt de term Palaeopterygii ('oude vinnen') soms gebruikt om fossiele en nog bestaande actinopterygiërs te groeperen die noch lid zijn van de monofyletische Neopterygii noch van de eveneens monofyletische Cladistia. Net als de Palaeonisciformes sensu lato zijn de Palaeopterygii ook een parafyletische groep.

## Kenmerken
Het waren roofvissen met brede kaken, scherpe tanden en grote, uitpuilende ogen. De schubben van de Palaeonisciformes bestonden uit drie lagen, gelaagd bot eronder, dentine in het midden, dat werd doorkruist door poriën, met glazuur aan de buitenkant. De jukbeenderen waren in primitieve vormen met elkaar versmolten. De staart was heterocercaal, maar bij jongere vormen was de bovenste staartvinkwab bijna even groot als de onderste. De vinstralen zijn vertakt en lijken op schubben.
In de loop van hun evolutie leek de morfologie van verschillende zijtakken van de Palaeonisciformes steeds meer op die van de basale Neopterygii.

## Historische achtergrond
De systematiek van fossiele en bestaande vissen heeft ichtyologen verbaasd sinds de tijd van Louis Agassiz, die voor het eerst alle straalvinnige vissen uit het Paleozoïcum samen met Chondrostei (steuren, peddelvissen), beensnoeken, longvissen en stekelhaaien (Acanthodii) groepeerde in zijn Ganoidei. Carl Hermann Müller stelde later voor om de actinopterygiërs in drie groepen in te delen: Chondrostei, Holostei en Teleostei. Later nam Edward Drinker Cope deze drie groepen op in de Actinopteri. Dezelfde indeling wordt tegenwoordig ook gebruikt, hoewel de definities van deze groepen in de loop der jaren aanzienlijk zijn veranderd. De zustergroep van de Actinopteri zijn de Cladistia, waartoe Polypterus (kwastsnoeken), Erpetoichthys en hun fossiele verwanten behoren. Samen worden ze gegroepeerd als Actinopterygii.
In de loop der jaren zijn er een paar aanvullende classificatieschema's voorgesteld. Lev Berg creëerde de superorde Palaeonisci, waarin hij vroege actinopterygiërs opnam die noch tot Chondrostei noch tot Polypteri (Cladistia) behoorden. Jean-Pierre Lehman, die Berg grotendeels volgde, groepeerde de Actinopterygii in 26 orden, waaronder de Palaeonisciformes met de twee onderorden Palaeoniscoidei en Platysomoidei.
Talloze genera van vroege actinopterygiërs zijn verwezen naar de Palaeonisciformes of naar een van de onderorden op basis van oppervlakkige gelijkenis met ofwel Palaeoniscum (Palaeoniscoidei) of Platysomus (Platysomoidei), vooral in het begin en het midden van de 20e eeuw. Palaeonisciformes, Palaeoniscoidei en Platysomoidei zijn daarom prullenbaktaxa geworden. Het zijn geen natuurlijke groepen, maar in plaats daarvan parafyletische verzamelingen van de vroege leden van verschillende lijnen van straalvinnige vissen. De Paleoniscoidei omvatten van oudsher de meeste actinopterygiërs uit het Paleozoïcum, met uitzondering van diegenen die atypische lichaamsvormen vertonen (zoals de Platysomoidei met een diep lichaam, of die veilig worden toegewezen aan een van de levende groepen straalvinnigen. Hetzelfde kan ook gezegd worden over de familie Palaeoniscidae sensu lato, waarnaar in het verleden verschillende genera zijn verwezen die niet nauw verwant zijn aan Palaeoniscum.
De groepering van 'paleonisciformen' was grotendeels gebaseerd op gedeelde plesiomorfe kenmerken, zoals de naar voren gerichte positie van het oog, de grote opening of de aanwezigheid van ruitvormige schubben. Dergelijke symplesiomorfieën zijn echter niet informatief met betrekking tot fylogenie, maar eerder een indicatie van gemeenschappelijke afstamming. In de moderne biologie groeperen taxonomen taxa op basis van gedeelde apomorfieën (synapomorfieën) om monofyletische groepen (natuurlijke groepen) te identificeren. Ze gebruiken computersoftware (bijvoorbeeld PAUP) om de meest waarschijnlijke evolutionaire verwantschappen tussen taxa te bepalen en zo eerdere hypotheses over dergelijke verwantschappen op de proef te stellen. Als gevolg daarvan zijn veel genera vervolgens uit de Paleonisciformes verwijderd en naar aparte orden verwezen (bijvoorbeeld Saurichthyiformes).
De term Paleonisciformes is grotendeels verdwenen uit de moderne literatuur of wordt tegenwoordig alleen nog gebruikt om te verwijzen naar de 'primitieve' morfologie van een taxon (bijv. 'paleonisciforme schedelvorm' of 'paleoniscoide lichaamsvorm'). Om de Paleonisciformes, Palaeoniscoidei of Palaeoniscidae monofyletisch te maken, moeten deze termen alleen in strikte zin worden gebruikt, dat wil zeggen als ze verwijzen naar de clade van actinopterygiërs die Palaeoniscum en de taxa die er nauw mee verwant zijn, omvat.
Een monofyletische clade met verschillende taxa die klassiek tot de Palaeonisciformes worden gerekend ( bijvoorbeeld Aesopichthys, Birgeria, Boreosomus, Canobius, Pteronisculus, Rhadinichthys) werd gevonden in de cladistische analyse van Lund et al. Deze clade, Palaeoniscimorpha genaamd, wordt ook gebruikt in latere publicaties. Recente cladistische analyses leverden ook clades op die verschillende geslachten bevatten die historisch gegroepeerd zijn binnen de Palaeonisciformes, terwijl andere geslachten uitgesloten werden. Vanwege de delicate aard van fossielen van straalvinnige vissen en de onvolledige kennis van verschillende taxa (vooral met betrekking tot de inwendige schedelanatomie), is er nog steeds geen consensus over de evolutionaire verwantschappen van verschillende vroege actinopterygiërs die voorheen binnen de Palaeonisciformes werden gegroepeerd.

## Indeling
De volgende lijst bevat soorten die zijn verwezen naar Palaeonisciformes (respectievelijk Palaeoniscidae), meestal vanwege oppervlakkige gelijkenis met Palaeoniscum freieslebeni. Veel van deze soorten zijn slecht bekend en zijn nooit opgenomen in een cladistische analyse. Hun opname in de Palaeonisciformes (of Palaeoniscidae) is in de meeste gevallen twijfelachtig en vereist bevestiging door cladistische onderzoeken. Welke taxa opgenomen moeten worden in Palaeonisciformes sensu stricto (of Palaeoniscidae sensu stricto) en welke verplaatst moeten worden naar andere orden of families, is een kwestie van lopend onderzoek.
- Orde Palaeonisciformes Hay, 1902 sensu stricto [Palaeoniscida Moy-Thomas & Miles, 1971][3][4][5]
  - Familie Palaeoniscidae Vogt, 1852
    -  ?Agecephalichthys Wade, 1935
      - Agecephalichthys granulatus Wade, 1935

    -  ?Atherstonia Woodward, 18989 [Broometta Chabakov, 1927]
      - Atherstonia scutata Woodward, 1889 [Atherstonia cairncrossi Broom, 1913; Amblypterus capensis Broom, 1913; Broometta cairncrossi Chabakov, 1927]
      - Atherstonia minor Woodward, 1893

    -  ?Cryphaeiolepis Traquair, 1881
      - Cryphaeiolepis scutata Traquair, 1881

    -  ?Cteniolepidotrichia Poplin & Su, 1992
      - Cteniolepidotrichia turfanensis Poplin & Su, 1992

    - Dicellopyge Brough, 1931
      - Dicellopyge macrodentata Brough, 1931
      - Dicellopyge lissocephalus Brough, 1931

    -  ?Duwaichthys Liu et al., 1990
      - Duwaichthys mirabilis Liu et al., 1990

    -  ?Ferganiscus Sytchevskaya & Yakolev, 1999
      - Ferganiscus osteolepis Sytchevskaya & Yakolev, 1999

    - Gyrolepis Agassiz, 1833 non Kade, 1858
      - G. albertii Agassiz, 1833
      - G. gigantea Agassiz, 1833
      - G. maxima Agassiz, 1833
      - G. quenstedti Dames, 1888
      - G. tenuistriata Agassiz, 1833

    - Gyrolepidoides Cabrera, 1944
      - G. creyanus Schaeffer, 1955
      - G. cuyanus Cabrera, 1944
      - G. multistriatus Rusconi, 1948

    -  ?Palaeoniscinotus Rohon, 1890
      - P. czekanowskii Rohon, 1890

    - Palaeoniscum de Blainville, 1818 [Palaeoniscus Agassiz, 1833 non Von Meyer, 1858; Palaeoniscas Rzchak, 1881; Eupalaeoniscus Rzchak, 1881; Palaeomyzon Weigelt, 1930; Geomichthys Sauvage, 1888]
      - P. angustum (Rzehak, 1881) [Palaeoniscas angustus Rzehak, 1881]
      - P. antipodeum (Egerton, 1864) [Palaeoniscus antipodeus Egerton, 1864]
      - P. antiquum Williams, 1886
      - P. arenaceum Berger, 1832
      - P. capense (Bloom, 1913) [Palaeoniscus capensis Bloom, 1913]
      - P. comtum (Agassiz, 1833) [Palaeoniscus comtus Agassiz, 1833]
      - P. daedalium Yankevich & Minich, 1998
      - P. devonicum Clarke, 1885
      - P. elegans (Sedgwick, 1829) [Palaeoniscus elegans Sedgwick, 1829]
      - P. freieslebeni de Blainville, 1818 [Eupalaeoniscus freieslebeni (de Brainville, 1818); Palaeoniscus freieslebeni (de Brainville, 1818)]
      - P. hassiae (Jaekel, 1898) [Galeocerdo contortus hassiae Jaekel, 1898; Palaeomyzon hassiae (Jaekel, 1898)]
      - P. kasanense Geinitz & Vetter, 1880
      - P. katholitzkianum (Rzehak, 1881) [Palaeoniscas katholitzkianus Rzehak, 1881]
      - P. landrioti (le Sauvage, 1890) [Palaeoniscus landrioti le Sauvage, 1890]
      - P. longissimum (Agassiz, 1833) [Palaeoniscus longissimus Agassiz, 1833]
      - P. macrophthalmum (McCoy, 1855) [Palaeoniscus macrophthalmus McCoy, 1855]
      - P. magnum (Woodward, 1937) [Palaeoniscus magnus Woodward, 1937]
      - P. moravicum (Rzehak, 1881) [Palaeoniscas moravicus Rzehak, 1881]
      - P. promtu (Rzehak, 1881) [Palaeoniscas promtus Rzehak, 1881]
      - P. reticulatum Williams, 1886
      - P. scutigerum Newberry, 1868
      - P. vratislavensis (Agassiz, 1833) [Palaeoniscus vratislavensis Agassiz, 1833]

    - Palaeothrissum de Blainville, 1818
      - P. elegans Sedgwick, 1829
      - P. macrocephalum de Blainville, 1818
      - P. magnum de Blainville, 1818

    - Shuniscus Su, 1983
      - Shuniscus longianalis Su, 1983

    -  ?Suchonichthys Minich, 2001
      - Suchonichthys molini Minich, 2001

    -  ?Trachelacanthus Fischer De Waldheim, 1850
      - Trachelacanthus stschurovskii Fischer De Waldheim, 1850

    -  ?Triassodus Su, 1984
      - Triassodus yanchangensis Su, 1984

    -  ?Turfania Liu & Martínez, 1973
      - T. taoshuyuanensis Liu & Martínez, 1973
      - T. varta Wang, 1979

    -  ?Turgoniscus Jakovlev, 1968
      - Turgoniscus reissi Jakovlev, 1968

    -  ?Weixiniscus Su & Dezao, 1994
      - Weixiniscus microlepis Su & Dezao, 1994

    -  ?Xingshikous Liu, 1988
      - Xingshikous xishanensis Liu, 1988

    -  ?Yaomoshania Poplin et al., 1991
      - Yaomoshania minutosquama Poplin et al., 1991

### Andere families toegeschreven aan Palaeonisciformes
Deze lijst bevat families die op een bepaald moment in de orde Palaeonisciformes werden geplaatst. De soorten in deze families zijn vaak slecht bekend en een nauwe verwantschap met de familie Palaeoniscidae is daarom twijfelachtig, tenzij bevestigd door cladistische analyses. Deze families kunnen daarom voorlopig beter worden behandeld als Actinopterygii incertae sedis. De evolutionaire verwantschap van vroege actinopterygiërs is onderwerp van lopende onderzoeken.
- †Acropholidae Kazantseva-Selezneva, 1977
- †Atherstoniidae Gardiner, 1969
- †Brazilichthyidae Cox & Hutchinson, 1991
- †Centrolepididae Gardier, 1960
- †Coccolepididae Berg, 1940 corrig.
- †Commentryidae Gardiner, 1963
- †Cryphiolepididae MoyThomas, 1939 corrig.
- †Dwykiidae Gardiner, 1969
- †Holuridae Moy-Thomas, 1939
- †Igornichthyidae Heyler, 1977
- †Irajapintoseidae Beltan, 1978
- †Monesedeiphidae Beltan, 1989
- †Moythomasiidae Kazantseva, 1971
- †Rhabdolepididae Gardiner, 1963
- †Stegotrachelidae Gardiner, 1963
- †Thrissonotidae Berg, 1955
- †Tienshaniscidae Lu & Chen, 2010
- †Turseodontidae Bock, 1959 corrig.
- †Uighuroniscidae Jin, 1996
- †Urosthenidae Woodward, 1931

## Families
- Aeduellidae
- Aesopichthyidae
- Acrolepidae
- Amblypteridae
- Birgeriidae
- Commentryidae
- Elonichthyidae
- Palaeoniscidae
- Pygopteridae
- Rhadinichthyidae
- Stegotrachelidae